# Бжезьно (Торуньский повет)
Бжезьно — деревня в гмине Любич Торуньского повета Куявско-Поморского воеводства в центральной части севера Польши.